# Солов'яненко Анатолій Борисович
Анато́лій Бори́сович Солов'я́ненко (25 вересня 1932, Сталіно (нині Донецьк), Українська ССР, СРСР — 29 липня 1999, Козин, Обухівський район, Київська область, Україна)  — всесвітньо відомий український співак (лірико-драматичний тенор) та громадський діяч, народний артист УРСР (1970), народний артист СРСР (1975), лауреат Ленінської премії (1980) та Національної премії України імені Тараса Шевченка (1997), Герой України (2008, посмертно), відзнака Президента України «Національна легенда України» (2022, посмертно).

## Життєпис
Анатолій Солов'яненко народився в місті Сталіно (нині — Донецьк) у шахтарській родині. Під час Другої світової війни разом з родиною був евакуйований із Донецька. 1949 року вступив до Донецького політехнічного інституту, де закінчив аспірантуру й працював викладачем на кафедрі інженерної геометрії. Усі ці роки вдосконалював вокальне мистецтво в заслуженого артиста УРСР, видатного співака-тенора Олександра Коробейченка, брав участь у концертах художньої самодіяльності.
У 1962 році був запрошений до Київського театру опери та балету, проходив стажування в театрі Ла Скала (Мілан), де став лауреатом конкурсу «Неаполь проти всіх». З 1965 — соліст Київської опери. У 1967 році був удостоєний звання заслуженого артиста УРСР, у 1975 — народного артиста СРСР.
У репертуарі Солов'яненка — 17 оперних партій, багато арій, романсів, народних пісень. Широкою є географія гастролей співака: Болгарія, Румунія, НДР, Японія, Австралія, Канада серед багатьох інших. Кілька сезонів він співав у нью-йоркському «Метрополітен-опера», де виконав партії в операх Р. Штрауса, Дж. Верді, П. Масканьї.
Народні українські пісні в його виконанні стали взірцем майстерності для всіх наступних співаків.
У 1980 році Солов'яненко став лауреатом Ленінської премії, грошову винагороду за неї він передав у Фонд Миру. У 1997 році отримав премію ім. Т. Г. Шевченка.
Серед найкращих партій: Андрій («Запорожець за Дунаєм» С. Гулака-Артемовського), Фауст (в однойменній опері Шарля Гуно), Альфред («Травіата» Дж. Верді), Надір («Шукачі перлин» Ж. Бізе), Рудольф («Богема» Дж. Пуччині) та ін. Світові знавці оперного співу визнали, що виконання Солов'яненком партії герцога в «Ріголетто» Дж. Верді було найкращим — вершиною майстерності.
Вільно володів італійською мовою. Вважав, що італійська школа співу є найкращою у світі, тому що вона максимально використовує можливості людського голосу. Пласідо Домінго і Лучано Паваротті вважали, що майстерність Солов'яненка не поступалася їхній власній[джерело?]. Життя Анатолія Солов'яненка, справді народного, улюбленого народом співака, було сповнене безперервної й напруженої праці над удосконаленням голосу. Щоб досягти успіху, він зрікався простих радостей життя задля того, щоб у хвилини найвищого злету свого таланту досягати вершин виконавської майстерності. Він був одним з небагатьох українських співаків, таких як Соломія Крушельницька, Борис Гмиря, Іван Козловський, Євгенія Мірошниченко, завдяки яким світ дізнавався про українську культуру, про незрівнянну красу пісенної творчості українського народу. Солов'яненко досконало оволодів так званим італійським стилем, віртуозно виконуючи тенорові партії в операх Верді, Пуччіні, Доніцетті, Масканьї.
Досконало оволодів французькою манерою співу й блискуче співав у багатьох операх французьких композиторів, зокрема Обера, Бізе, Массне. Особливо майстерно виконував він арію Надира в опері Бізе «Шукачі перлин». У ній чудові природні дані голосу Солов'яненка за тембром і характером навдивовижу точно збіглися з виконавськими канонами цієї партії. Вражаюче натхненно й лірично виконував Солов'яненко славнозвісний романс «У сяйві місяця її побачив я…», і м'який, ніжний голос співака наче линув у наповненому місячним світлом просторі. Серед найскладніших партій його тенорового репертуару — партія Маріо Каварадоссі в опері Пуччіні «Тоска». У виконанні Солов'яненка ця складна партія звучала легко, просвітлено й лірично проникливо.
Як зазначає у своїй книжці Ігор Шаров, де б Солов'яненко не виступав з концертами, він неодмінно включав до свого репертуару українські народні пісні. «Виконуючи народну пісню з естради, — казав митець, — я пропагую її, хочу привернути до неї увагу людей, і поки вистачить сил, я не відступлюся від цього завдання. Українську пісню чудово розуміють в усьому світі. У кожного народу пісня виражає ті ж почуття, що й у нас, — любов до батьківщини, до дівчини, до матері, до природи… Недарма кажуть, що пісня не має кордонів».
Анатолій Солов'яненко ніколи не був членом комуністичної партії і ніколи не заспівав жодної комуністичної пісні. Видатний українець, високоморальний і чесний, який досягнув найвищих світових вершин завдячуючи своєму таланту й праці. Заради української сцени він пожертвував спокусливими пропозиціями з Великого театру (Москва), не емігрував за кордон, хоча йому й обіцяли фантастичні гонорари.
29 липня 1999 року раптова смерть обірвала життя Анатолія Борисовича. Похований у селищі Козин на Київщині.

## Дискографія
Оригінальна дискографія записів Анатолія Солов'яненка налічує 18 дисків: 16 грамплатівок та 2 аудіодиски, випущених у період з 1965 по 1996 роки українською, італійською та російською мовами.
Шедеври української творчості — «Чорнії брови, карії очі», «Ой ти, дівчино, з горіха зерня», «На горі діброва», «Дивлюсь я на небо, та й думку гадаю…», «Сонце низенько», «Ніч яка місячна», «Місяць на небі», «Стоїть гора високая», «Тече вода», «Повій, вітре, на Вкраїну».

## Фільмографія
- 1965 — Новорічний календар (музичний фільм)
- 1978 — Наталка Полтавка (музичний фільм) — вокал
- 1982 — У старих ритмах (музичний фільм) — вокал
- 1982 — Фауст (фільм-опера) — вокал
- 1982 — Романси та пісні (музичний фільм)[19]
- 1983 — Пісня про Дніпро (музичний фільм)[20]
- 1984 — Прелюдія долі[21]
- 1985 — Взяв би я бандуру… (музичний фільм)[22]
- 1985 — Весняна елегія (музичний фільм)[23]
- 1990 — На сцені і поза сценою (документальний фільм)[24]
- 1998 — Немеркнучі зірки[25][26]
- 2012 — …передмова до Вічності (документальный фільм)[27]

## Відзнаки
- 1967 — Заслужений артист УРСР
- 1969 — Народний артист УРСР
- 1975 — Народний артист СРСР
- 1980 — Ленінська премія
- 1997 — Шевченківська премія[28]
- Указом Президента України Віктора Ющенка від 3 липня 2008 року посмертно нагороджений званням Герой України — за значний особистий внесок у розвиток української культури і мистецтва, вагомі творчі здобутки та з нагоди 140-річчя від дня заснування Національного академічного театру опери та балету України імені Т. Г. Шевченка[29]
- Відзнака Президента України «Національна легенда України» (20 серпня 2022, посмертно) — за визначні особисті заслуги у становленні незалежної України і зміцненні її державності, захисті Вітчизни та служінні Українському народові, вагомий внесок у розвиток національної освіти, мистецтва, спорту, охорони здоров'я, а також багаторічну плідну громадську діяльність[30]

## Пам'ять
- На честь Анатолія Солов'яненка названо малу планету 6755 Солов'яненко.
- У Козині існує музей Анатолія Солов'яненка.
- На його честь в 2000 році було викарбувано пам'ятну монету «Анатолій Солов'яненко».
- У Києві, Донецьку та інших містах України є вулиці, названі на честь Анатолія Солов'яненка.

- Пам'ятник Анатолію Солов'яненку в Донецьку.
На п'єдесталі слова:
Гордість України —
Анатолій Солов'яненко —
«Шахтарський Герцог»

Пам'ятник Анатолію Солов'яненку в Донецьку. На п'єдесталі слова: Гордість України — Анатолій Солов'яненко — «Шахтарський Герцог»
Пам'ятник Анатолію Солов'яненку біля будинку № 16 по Інститутській вулиці в Києві
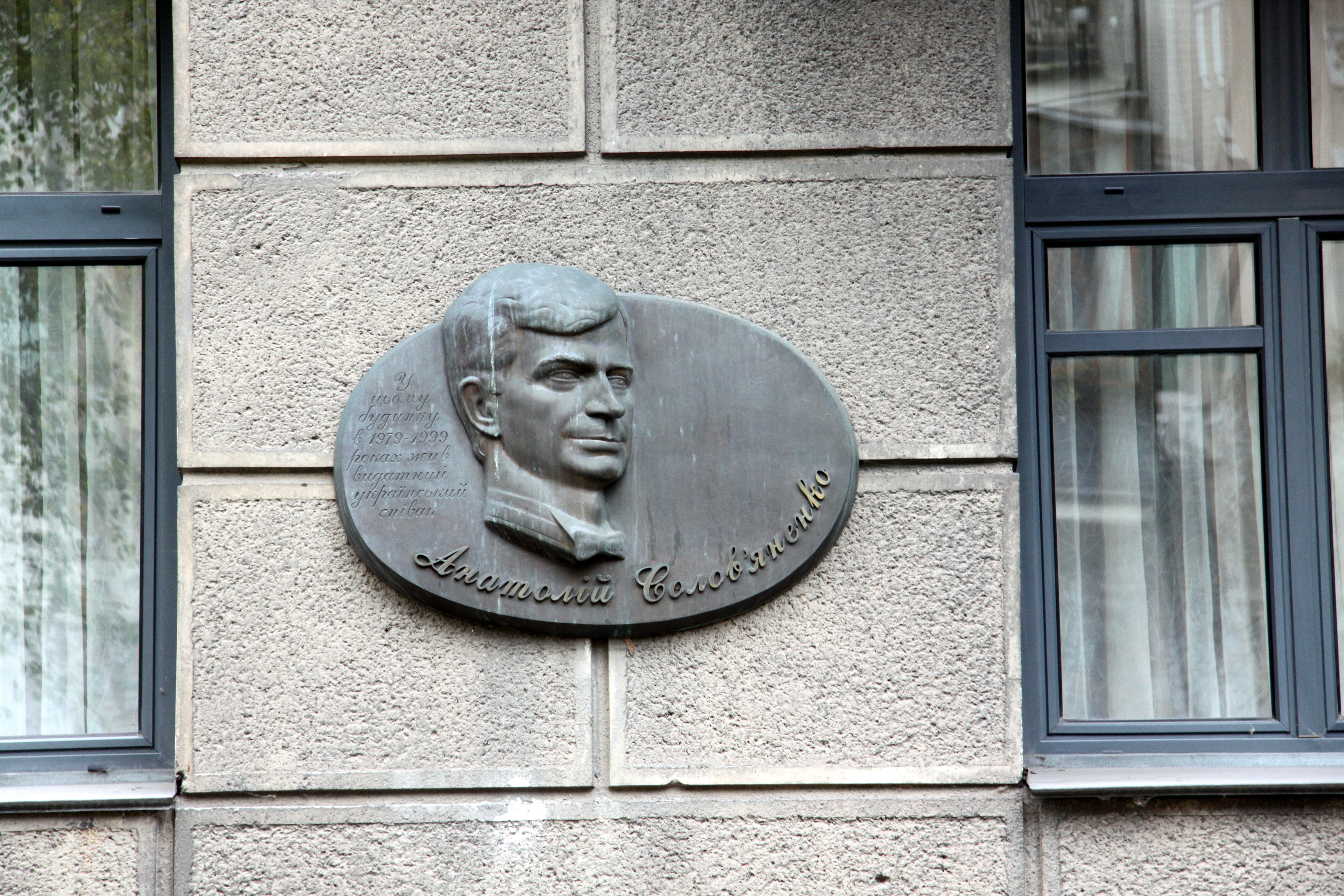
Меморіальна таблиця Анатолію Солов'яненку на фасаді будинку № 16 по Інститутській вулиці в Києві
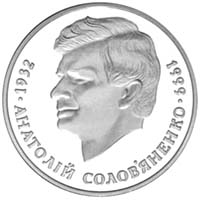
Пам'ятна монета